# Tenay
Tenay – miejscowość i gmina we Francji, w regionie Owernia-Rodan-Alpy, w departamencie Ain.

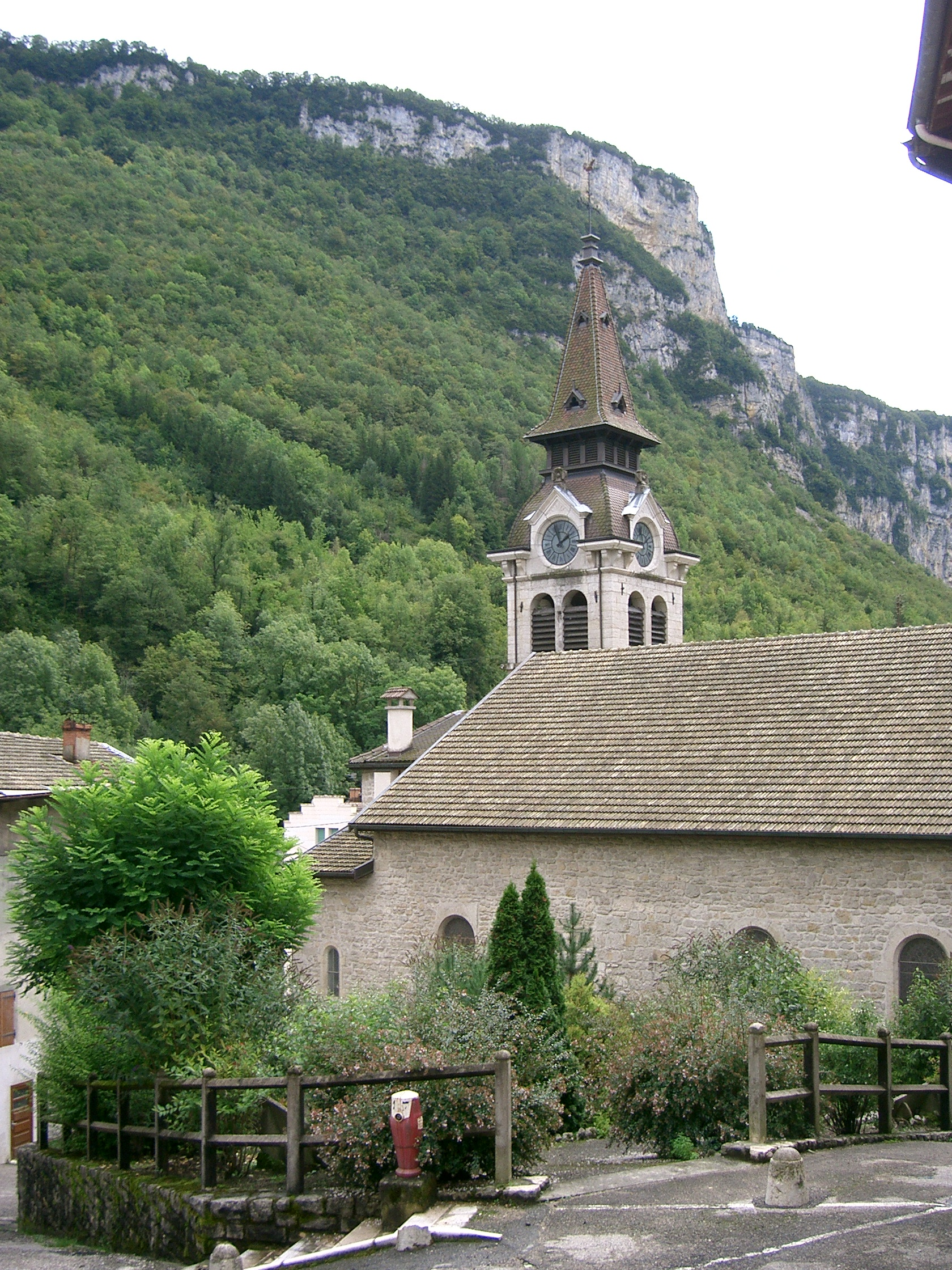
Kościół (2007 r.)

## Demografia
Według danych na styczeń 2012 roku gminę zamieszkiwało 1105 osób, a gęstość zaludnienia wynosiła 84,2 osób/km².